# دنيس فولكس
دنيس فولكس (بالإنجليزية: Dennis Fowlkes)‏ هو لاعب كرة قدم أمريكية أمريكي، ولد في 11 مارس 1961 في كولومبوس في الولايات المتحدة.